# Dublinbikes

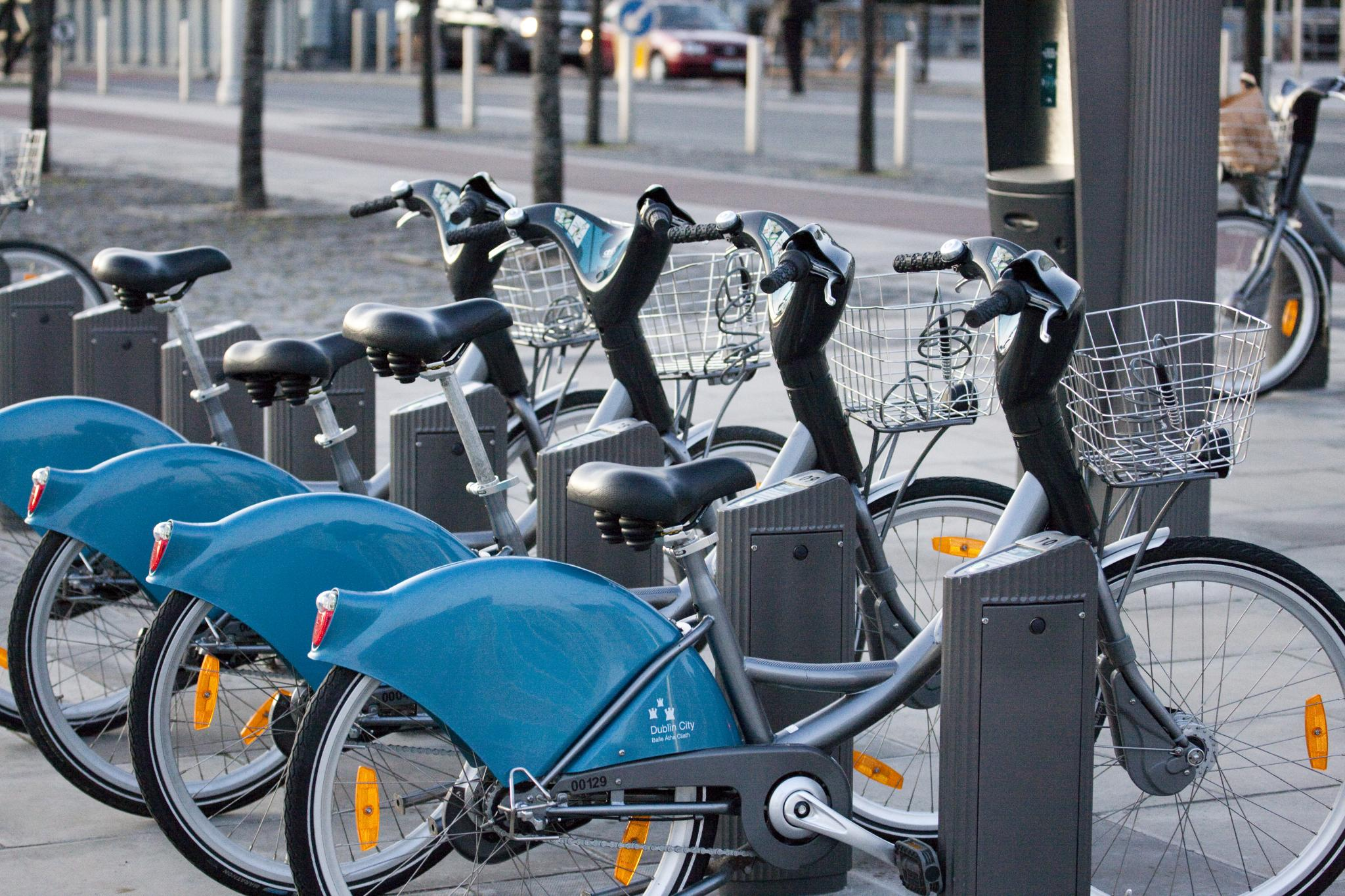
dublinbikes Verleihstation in Docklands

dublinbikes (Eigenschreibweise heute: Coca-Cola Zero dublinbikes) ist ein öffentliches Fahrradverleihsystem in der irischen Hauptstadt Dublin. Wie andere Fahrradverleihsysteme, wie zum Beispiel dem der Deutschen Bahn (Call-a-Bike), setzt dublinbikes auf feste Stationen im ganzen Stadtgebiet.

## Geschichte
Die Einrichtung und Regelung wurde vom Stadtrat Dubin im Jahr 2006 beschlossen und danach eine Vereinbarung mit der französischen Aktiengesellschaft  JCDecaux getroffen. JCDecaux unterzeichnet mit der Stadt Dublin einen Vertrag, in dem JCD 72 kostenlose Werbeflächen rund um Dublin erhielt und im Gegenzug, des 15-Jahres-Vertrages, übernimmt JCD  die Finanzierung des Projekts Dublinbikes Fahrradverleih. 2009 wurden die ersten 450 Fahrradstellplätze an 40 Standorten in Dublin eingerichtet.
Bis Mai 2011 wurden bereits zwei Millionen Fahrradverleihe registriert und das System auf 550 Fahrräder und weitere 47 Stationen erweitert.  Im  April 2013 hatte das Netzwerk bereits 102 Stationen im Stadtgebiet.
Ende Juni 2014 wurde die Marke dublinbikes in „Coca-Cola Zero dublinbikes“ umbenannt und die Marke Coca-Cola Zero übernimmt im Gegenzug die Investitionen für den weiteren Ausbau der Stationen und Fahrräder. Die Räder tragen dann den Werbeschriftzug von Coca-Cola.

## Fuhrpark
Die robusten Fahrräder werden von der französischen Fahrradfirma Mercier hergestellt. Es sind Drei-Gang-Fahrräder mit Shimano Nabenschaltung, die durch einen Drehgriff auf der rechten Seite des Lenkers geschaltet werden. Ein Nabendynamo im Vorderrad erzeugt den Strom für Vorder- und Hinterrad LED-Beleuchtung. Weitere Komponenten der Mieträder sind eine Diebstahlsicherung, ein verstellbarer gepolsterter Sattel sowie ein vorderer Fahrradkorb, ein Seitenständer und eine Glocke. Eine Flotte von Transportfahrzeugen sorgt dafür, die Fahrräder zwischen leeren und vollen Stationen zu verteilen. Die Wartung und Reparaturen werden durch JCDecaux Vertragspartner durchgeführt.
Zur Ausleihe wird dem Nutzer der Code für das Zahlenschloss des gewünschten Rades mitgeteilt. Das Fahrrad kann auch während der Nutzung mit diesem Code abgesperrt werden.

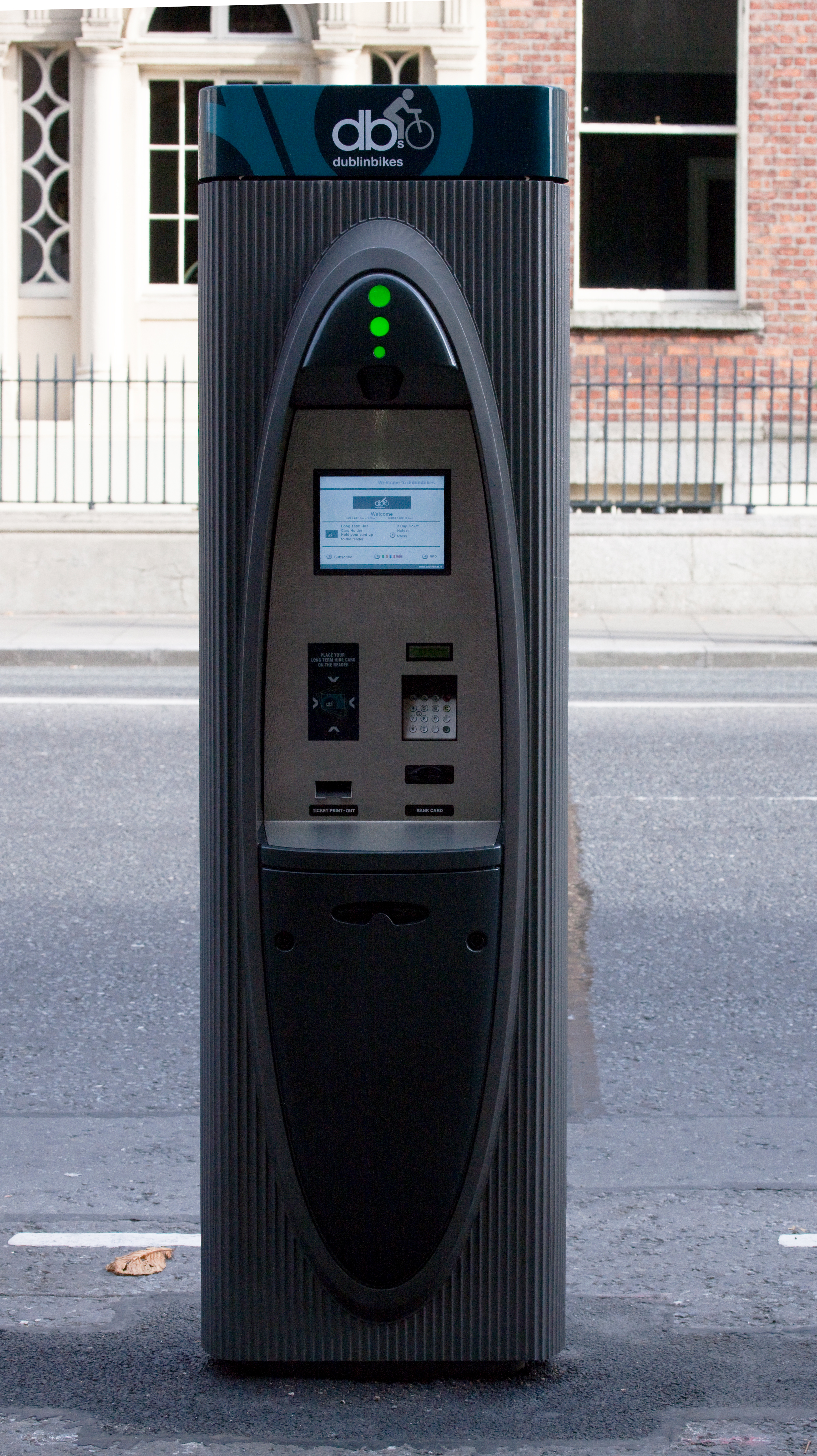
Terminal-Station

## Gebühren
| Zeit   | 30 min | 1 Std  | 2 Std  | 3 Std  | 4 Std  |
| Gebühr | Frei   | € 0.50 | € 1.50 | € 3.50 | € 6.50 |

Nach 4 Stunden werden für jede zusätzliche 30 Minuten Ausleihzeit jeweils 2 Euro fällig.
Zur Bezahlung der Mietgebühr werden kompatible EMV-Karten akzeptiert.  Der Benutzer haftet mit seinen Kreditkartendaten für einen Wert von 150 Euro, wenn das Fahrrad nicht in der vereinbarten Zeit zurückgegeben wird. Beim Erwerb einer Jahreskarte von 20 Euro bezahlt der Karteninhaber für eine Mietzeit von drei Tagen 5 Euro. Die Fahrräder sind rund um die Uhr verfügbar, sie können an einer Station ausgeliehen und an einer anderen Station wieder abgegeben werden. Der Tarif ist unabhängig von der gefahrenen Strecke. (Gebührenstand: 2014)

## Nutzerdaten
| Datum (Stand)  | Jahreskarten | Vermietete Räder (kumuliert) |
| -------------- | ------------ | ---------------------------- |
| April 2010     | 21.134       | 556.497                      |
| Mai 2011       | 33.643       | 2.003.105                    |
| April 2012     |              | 3.500.000                    |
| Januar 2013    |              | 4.674.277                    |
| November 2013  | 36.636       | 6.037.199                    |
| September 2014 | 46.695       | 7.951.866                    |